# Xã Elk, Quận Clayton, Iowa
Xã Elk (tiếng Anh: Elk Township) là một xã thuộc quận Clayton, tiểu bang Iowa, Hoa Kỳ. Năm 2010, dân số của xã này là 695 người.